# 公共场所 (电影)
《公共场所》是第六代导演贾樟柯的一部纪录短片。《公共场所》是为2001年全州国际电影节而拍摄的一部数字电影。